# فاليسناريا سبيراليس

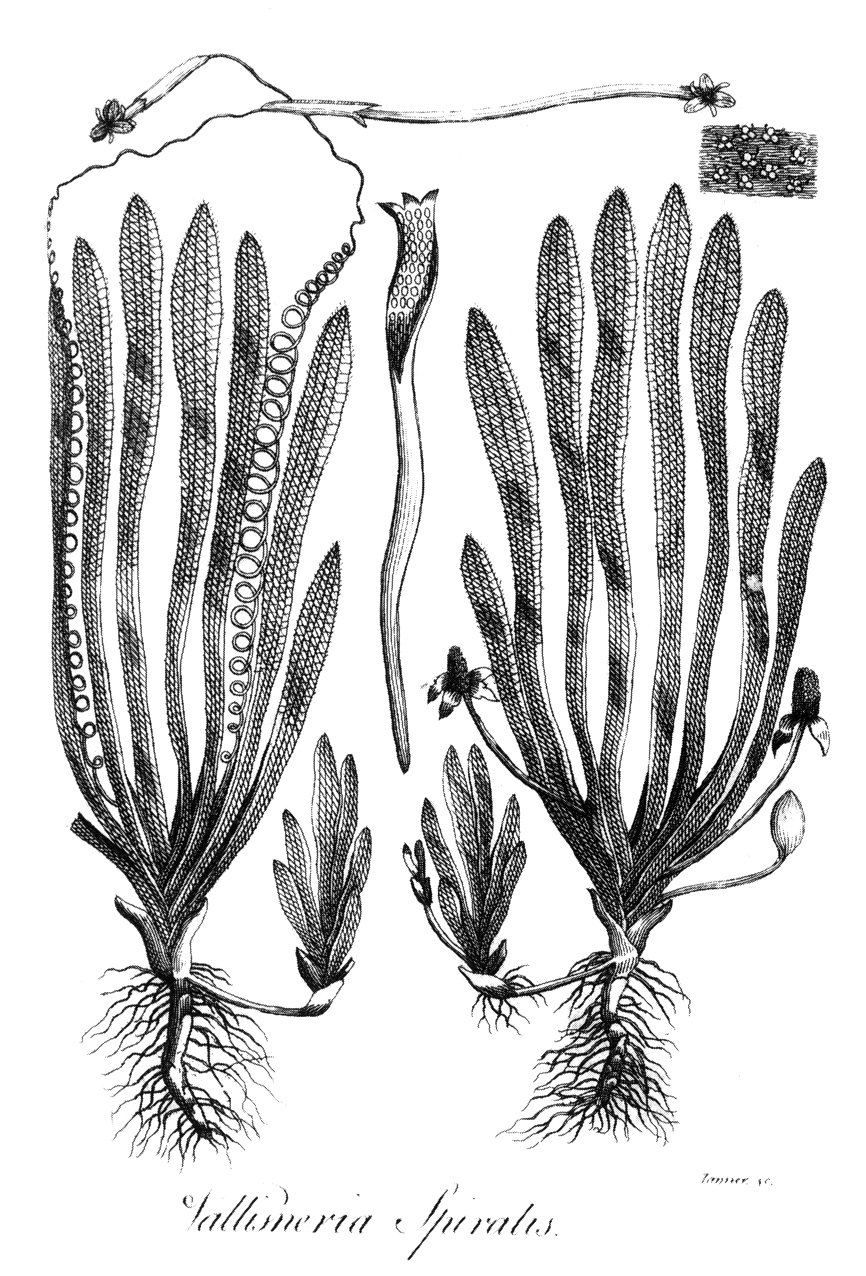

فاليسناريا سبيراليس (باللاتينية: Vallisneria spiralis) (بالإنجليزية: Eel grass)، نبات مائي يحتاج تربة غنية وضوء ساطع.